# فرودگاه چوری
فرودگاه چوری (به انگلیسی: Chevery Airport) یک فرودگاه همگانی باربری با کد یاتا YHR است که یک باند فرود آسفالت دارد و طول باند آن ۱۳۷۲ متر است. این فرودگاه در کشور کانادا قرار دارد و در ارتفاع ۱۲ متری از سطح دریا واقع شده‌است.

## شرکت‌های هواپیمایی و مقصدهای پروازی
| شرکت‌های هواپیمایی | مقصدهای پروازی                                                                                   |
| ----------------- | ------------------------------------------------------------------------------------------------ |
| ایر لابرادور      | لوردز د بلانک سابلون، کگاسکا، لا رومن، لا تاباتیر، نتشکوئن، سنت اوگوستین، سپت‌ائیلس، تته-آ-لا-بلن |